# Ksawery Pruszyński
Franciszek Ksawery Pruszyński  (4 de diciembre de 1907-13 de junio de 1950) fue un destacado periodista, escritor y diplomático polaco, de orientación política radical, que pasó del conservadurismo de su juventud a simpatizar con el comunismo.
Se graduó con los jesuitas de Cracovia (Zakład Naukowo-Wychowawczy Ojców Jezuitów w Chyrowie) en 1927, y pasó a estudiar derecho en la Universidad Jagellónica, especializándose en derecho alemán, con el profesor Stanisław Estreicher.
Se afilió a la organización Myśl Mocarstwowa («pensamiento imperial»). Sus primeros trabajos aparecieron en Dzień Akademicki y Civitas Academica.
En 1929 se convirtió en ayudante del profesor Estreicher.
Ingresó en la redacción del periódico Czas de Cracovia, primero como corrector, luego como revisor de prensa extranjera, y desde 1930 como redactor de una serie de artículos sobre Hungría. En 1932 publicó su primer libro: Sarajewo 1914. En los años treinta publicó en la revista Bunt Młodych (revuelta juvenil) y se afilió a las juventudes conservadoras.
En 1936 fue enviado como corresponsal a la guerra civil española, en Madrid; y se convirtió en un defensor del bando republicano.
En septiembre de 1939 (Segunda Guerra Mundial) se unió al ejército polaco. Tras la derrota de Polonia estuvo entre los militares polacos que se pusieron al servicio de los aliados, luchando en la Batalla de Narvik (Noruega, 1940) y en la Batalla de Falaise (Francia, 1944).
Tras la guerra, entre 1945 y 1950 residió en los Países Bajos como diplomático al servicio de la República Popular de Polonia (una de las repúblicas populares que se crearon en la órbita de la Unión Soviética). Mantuvo relaciones con la poeta polaca Julia Hartwig. Murió en un accidente automovilístico de circunstancias no aclaradas, en Rhynern (Hamm), al noreste de la ciudad de Düsseldorf. Fue enterrado en el cementerio Rakowicki de Cracovia.
Estuvo casado con Maria Meysztowicz, con la que tuvo tres hijos: Aleksander (1934), Stanisław (Staś) (1935) y Maria (1940).

## Obras
- Sarajewo 1914, (1932)
- Palestyna po raz trzeci (1933)
- Podróż po Polsce (1937)
- W czerwonej Hiszpanii (1939)
- Droga wiodła przez Narvik (1941)
- Księga ponurych niedopowiedzeń (1941)
- 1000 mil od prawdy (1941)
- Margrabia Wielopolski (1944)
- Russian Year (1944)
- Trzynaście opowieści (1946)
- Karabela z Meschedu (1948)
- Opowieść o Mickiewiczu (1956)